# St. Sebastian (Würselen)

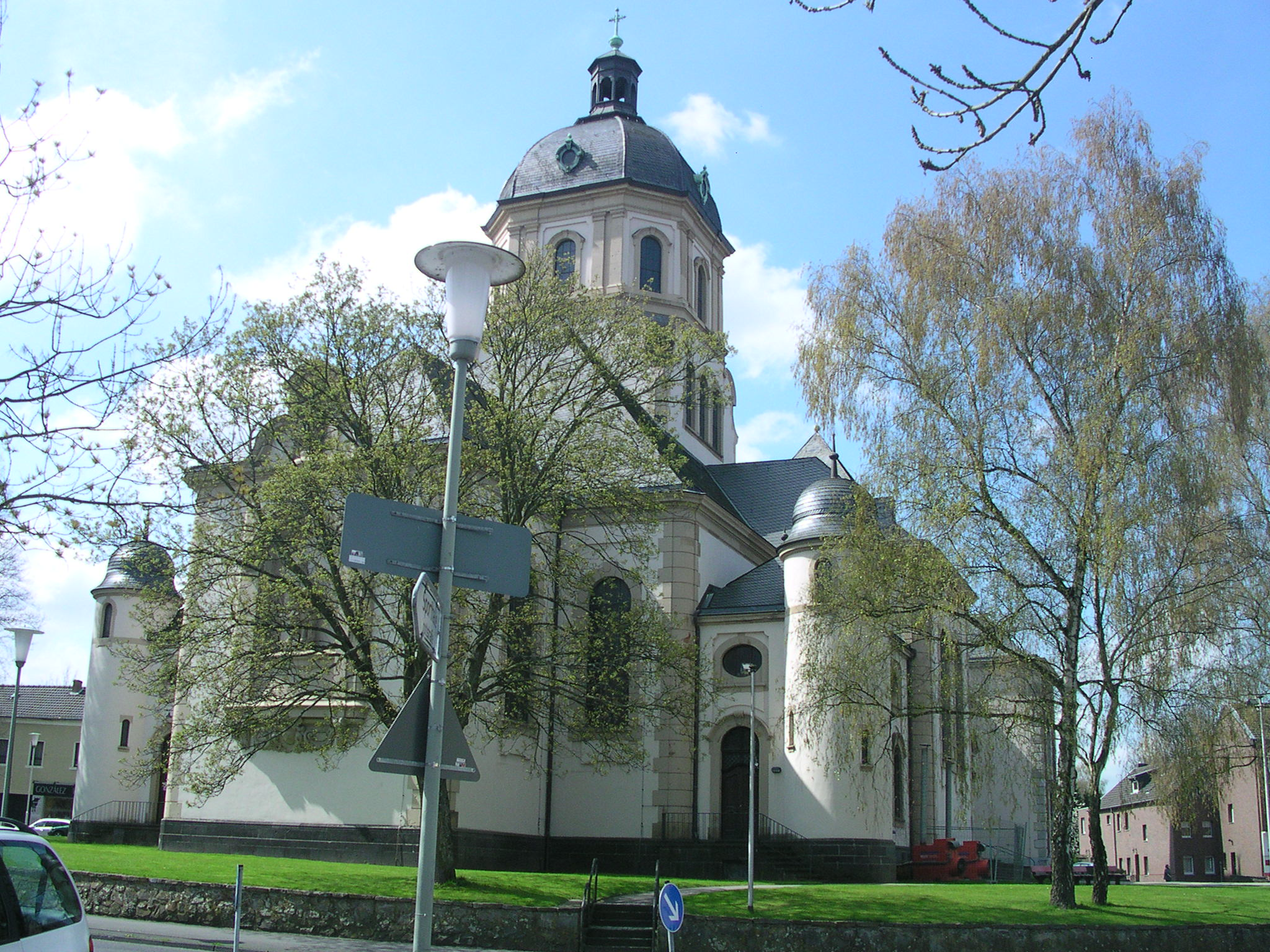
St. Sebastian Würselen, Außenansicht

Die Pfarrkirche St. Sebastian zu Würselen ist eine dem hl. Sebastian geweihte katholische Kirche im Zentrum von Würselen. Die mächtige dreischiffige Basilika, häufig auch als „Würselener Dom“ bezeichnet, geht auf einen von Laurenz Mefferdatis 1725 geplanten Neubau zurück, der 1906 bis 1908 vom Aachener Kreisbaumeister Heinrich van Kann erweitert wurde. Seit dem Zusammenschluss von acht vorher eigenständigen Pfarreien 2010 ist die Pfarrei St. Sebastian die größte fusionierte Pfarrei im Bistum Aachen.

## Baugeschichte

Die Pfarrkirche vor der Erweiterung

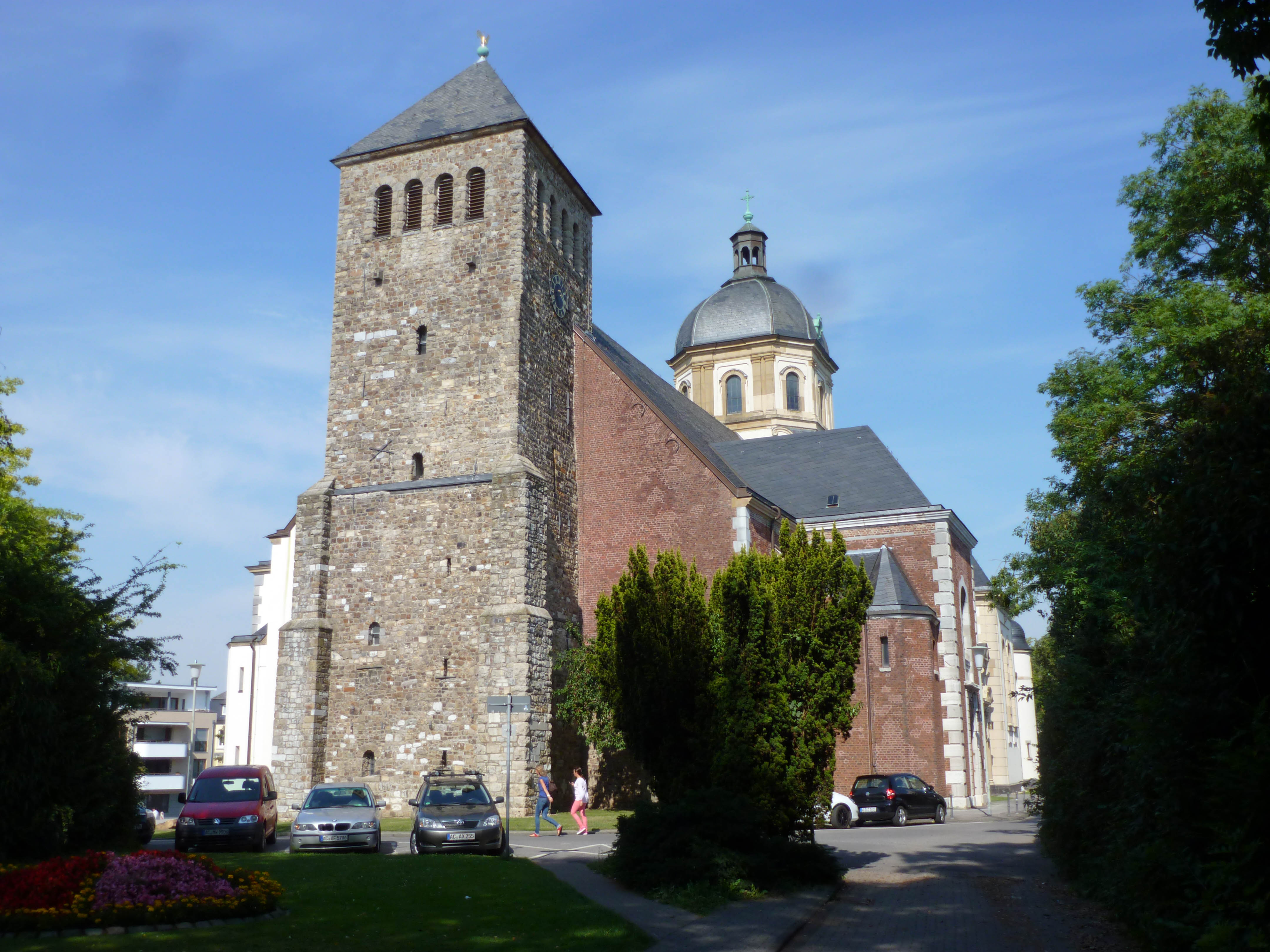
Romanischer Westturm von St. Sebastian

In einer Urkunde vom 17. Oktober 870 verfügte Ludwig der Deutsche, dass die Kirche „zu wormsalt“ an die Abtei Prüm zu übertragen sei. Es wird vermutet, dass es sich dabei um eine fränkische Holzpfostenkirche handelte. Bei Grabungsarbeiten an der Würselener Seite der heutigen Kirche wurden 1938 Bruchsteinfundamente gefunden, die auf die Zeit um 600 datiert wurden. Ein archäologischer Beweis für einen frühen Kirchenbau an dieser Stelle steht allerdings aus.
Zwischen 1150 und 1200 wurde in Würselen eine dreischiffige romanische Kirche gebaut, deren Westturm größtenteils erhalten und in den heutigen Bau integriert ist. In den folgenden Jahrhunderten hatte St. Sebastian eine regionale Bedeutung. Der Pfarrbezirk reichte bis Haaren und Verlautenheide. Der jeweilige Pfarrer war für die Gegend Herr des Sendgerichts.
Um 1641 berichtete der Aachener Chronist Johannes Noppius, dass die Würselener Kirche in einem bedenklich baufälligen Zustand war. 1717 wurde der Grundstein für einen Neubau des Langhauses gelegt. Der Aachener Baumeister Laurenz Mefferdatis plante die dreischiffige Basilika und bezog den noch vorhandenen romanischen Westturm mit ein. Wahrscheinlich um diese Zeit erhielt der Turm einen barocken Schweifhelm. Es gibt Vermutungen, dass Johann Josef Couven die Innenausstattung vornahm. Genauere Untersuchungen deuten aber darauf hin, dass der Couvensche Stil lediglich kopiert wurde. 1732 wurde die neue Kirche geweiht. Sie bot Platz für etwa 300 Personen.
Um 1900 erwies sich die Kirche als zu klein, und der Kreisbaumeister Heinrich van Kann realisierte ab 1906 eine umfangreiche Erweiterung. Nach Osten hin wurde ein Querschiff eingebaut, der Chorraum wurde vergrößert und eine markante Vierungskuppel über oktogonalem Unterbau hinzugefügt. Schweifgiebel über den Portalen betonten den neobarocken Baustil. Der Grundriss der Kirche ergibt nun ein Kreuz von 65 m Länge und 32 m Breite. Die Kuppel hat eine Höhe von 40 m, der Turm ohne den im Zweiten Weltkrieg zerstörten Schweifhelm 31 m.
Nach schweren Kriegszerstörungen im Oktober 1944, als die „Zange“ der Alliierten um Aachen in Würselen sich schließen sollte, dauerte der Wiederaufbau bis 1959. Der romanische Westturm, der ebenfalls stark beschädigt war, erhielt dabei ein verändertes oberes Glockengeschoss mit Schallarkaden. Die barocke Spitze wurde nicht wiederhergestellt, stattdessen ein Zeltdach errichtet, so wie es in romanischer Zeit vermutlich aussah.

## Glocken
Das Glockengeläut im Kirchturm besteht aus vier Glocken aus Bronze:
| Glocke | Name              | Gussjahr | Gießer                           | Durchmesser | Gewicht | Schlagton |
| ------ | ----------------- | -------- | -------------------------------- | ----------- | ------- | --------- |
| 1      | Piusglocke        | 1961     | Glockengießerei Otto, Hemelingen | 1927 mm     | 4600 kg | a°        |
| 2      | Sebastianusglocke | 1954     | Feldmann & Marschall, Münster    | 1537 mm     | 2315 kg | cis'      |
| 3      | Balbinaglocke     | 1432     | Lait van Ghelkerken              | 1262 mm     | 1200 kg | e'        |
| 4      | Marienglocke      | 1384     |                                  | 1110 mm     | 0800 kg | fis'      |

Die älteste Glocke überhaupt, die ehemalige Angelusglocke, stammt aus dem Jahr 1275 und wird derzeit nur als Wandlungsglocke benutzt. Sie war eine Zeit lang an die neuerbaute Kirche St. Pius X. ausgeliehen. 
Die Pius-Glocke mit einem Gewicht von 4.600 kg gehört zu den größten Glocken der Gießerei Otto.

## Orgel

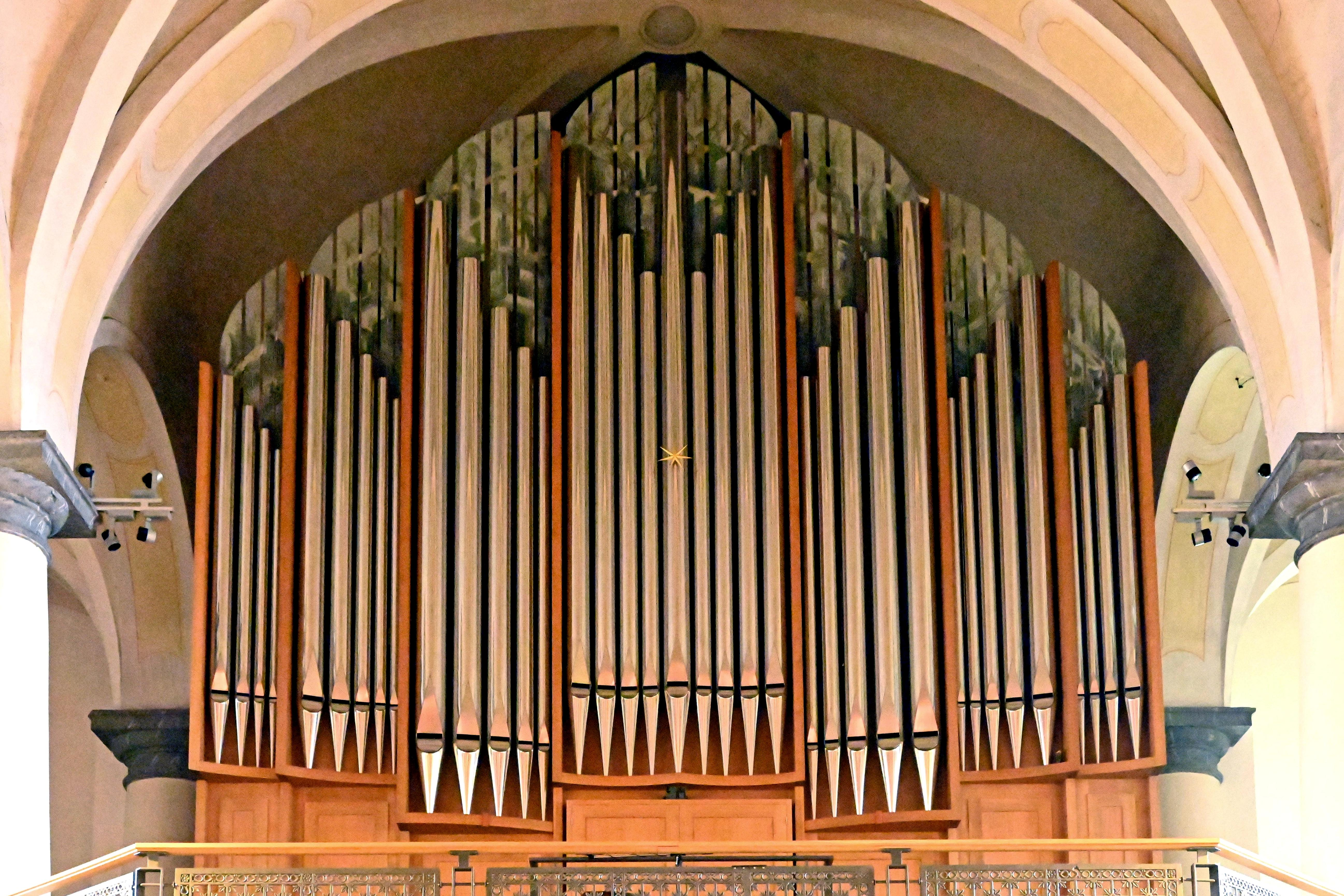
Eule-Orgel

Um 1840 besaß St. Sebastian eine Orgel von dem Orgelbauer Paul Müller. Bei der Erweiterung der Kirche 1906 wurde die alte Orgel von der Firma Stahlhuth restauriert und vergrößert. 1940 übernahm die Orgelbauanstalt Klais eine erneute Restaurierung und Erweiterung. Trotz der starken Kriegseinwirkungen auf das Kirchengebäude überstand die Orgel das Kriegsende unversehrt. Im Laufe der Zeit stellten sich aber immer mehr gravierende Mängel ein. Mit Hilfe des Förderkreises Orgelbau St. Sebastian Würselen e. V. wurde ab 1999 das Geld für eine neue Orgel gesammelt. Im Juni 2011 wurde das neue Instrumente, von der Fa. Hermann Eule in Bautzen gefertigt, in Betrieb genommen.
Es hat 40 Register auf zwei Manualen und Pedal sowie Schleifladen mit mechanischer Spiel- und elektrischer Registertraktur. Die Disposition lautet:
| I Hauptwerk C–g3 |                  |       |
| 1.               | Praestant        | 16′   |
| 2.               | Prinzipal        | 8′    |
| 3.               | Rohrflöte        | 8′    |
| 4.               | Flûte harmonique | 8′    |
| 5.               | Viola di Gamba   | 8′    |
| 6.               | Dolce            | 8′    |
| 7.               | Octave           | 4′    |
| 8.               | Spitzflöte       | 4′    |
| 9.               | Quinte           | 2 ⁄3′ |
| 10.              | Superoctave      | 2′    |
| 11.              | Cornett II-IV    | 2 ⁄3′ |
| 12.              | Mixtur IV        | 2′    |
| 13.              | Cymbel           | 1 ⁄3′ |
| 14.              | Fagott           | 16′   |
| 15.              | Trompete         | 8′    |

| II Schwellwerk C–g3 |                      |        |
| 16.                 | Gedackt              | 16′    |
| 17.                 | Geigenprincipal      | 8′     |
| 18.                 | Lieblich Gedackt     | 8′     |
| 19.                 | Flauto amabile       | 8′     |
| 20.                 | Salicional           | 8′     |
| 21.                 | Unda maris           | 8′     |
| 22.                 | Fugara               | 4′     |
| 23.                 | Traversflöte         | 4′     |
| 24.                 | Nasard               | 2 ⁄3′  |
| 25.                 | Flageolet            | 2′     |
| 26.                 | Terzflöte            | 1 3⁄5′ |
| 27.                 | Progressio II-IV     | 2′     |
| 28.                 | Trompette harmoníque | 8′     |
| 29.                 | Hautbois             | 8′     |
| 30.                 | Clairon harmoníque   | 4′     |
|                     | Tremulant            |        |

| Pedalwerk C–f1 |                |     |
| 31.            | Untersatz      | 32′ |
| 32.            | Prinzipalbass  | 16′ |
| 33.            | Subbass        | 16′ |
| 34.            | Violonbass     | 16′ |
| 35.            | Oktavbass      | 8′  |
| 36.            | Flötenbass     | 8′  |
| 37.            | Cellobass      | 8′  |
| 38.            | Superoktavbass | 4′  |
| 39.            | Posaunenbass   | 16′ |
| 40.            | Trompetenbass  | 8′  |

## Innenausstattung
Der Hochaltar, der mit 12 m Höhe und 7 m Breite die Chornische ausfüllt, entstand Anfang des 20. Jahrhunderts, nutzt aber Teile aus dem 18. Jahrhundert. Auf dem Altarbild ist der hl. Sebastian dargestellt. Der Tabernakel ist als Arbeit von Johann Joseph Couven von 1758 überliefert, was jedoch historisch nicht gesichert ist. Die modernen, kunstvoll emaillierten Tabernakeltüren sowie das ebenfalls emaillierte Altarkreuz (beide 1962) stammen aus der Goldschmiedewerkstatt Schwerdt&Förster, Aachen. Die beiden Altäre des Querschiffs, der Salmanusaltar mit Reliquien des heiligen Salmanus und der Kreuzaltar, stammen aus dem 18. Jahrhundert, sind aber stark modernisiert.
Aus dem ersten Drittel des 16. Jahrhunderts stammt ein Triptychon, das die Anbetung der Heiligen Drei Könige darstellt. Ebenfalls auf das 16. Jahrhundert gehen eine Kreuzigungsgruppe aus Lindenholz und ein Triumphkreuz in der Eingangshalle zurück. In der Kriegergedächtniskapelle befindet sich eine 1,55 Meter hohe und 1,47 Meter breite in Farbe gefasste hölzerne Pietà aus dem Jahr 1927, die von dem Aachener Bildhauer Lambert Piedboeuf angefertigt wurde. Die bunten Bleiglasfenster sind Entwürfe von Wilhelm Rupprecht und Walter Benner und entstanden zwischen 1954 und 1961.

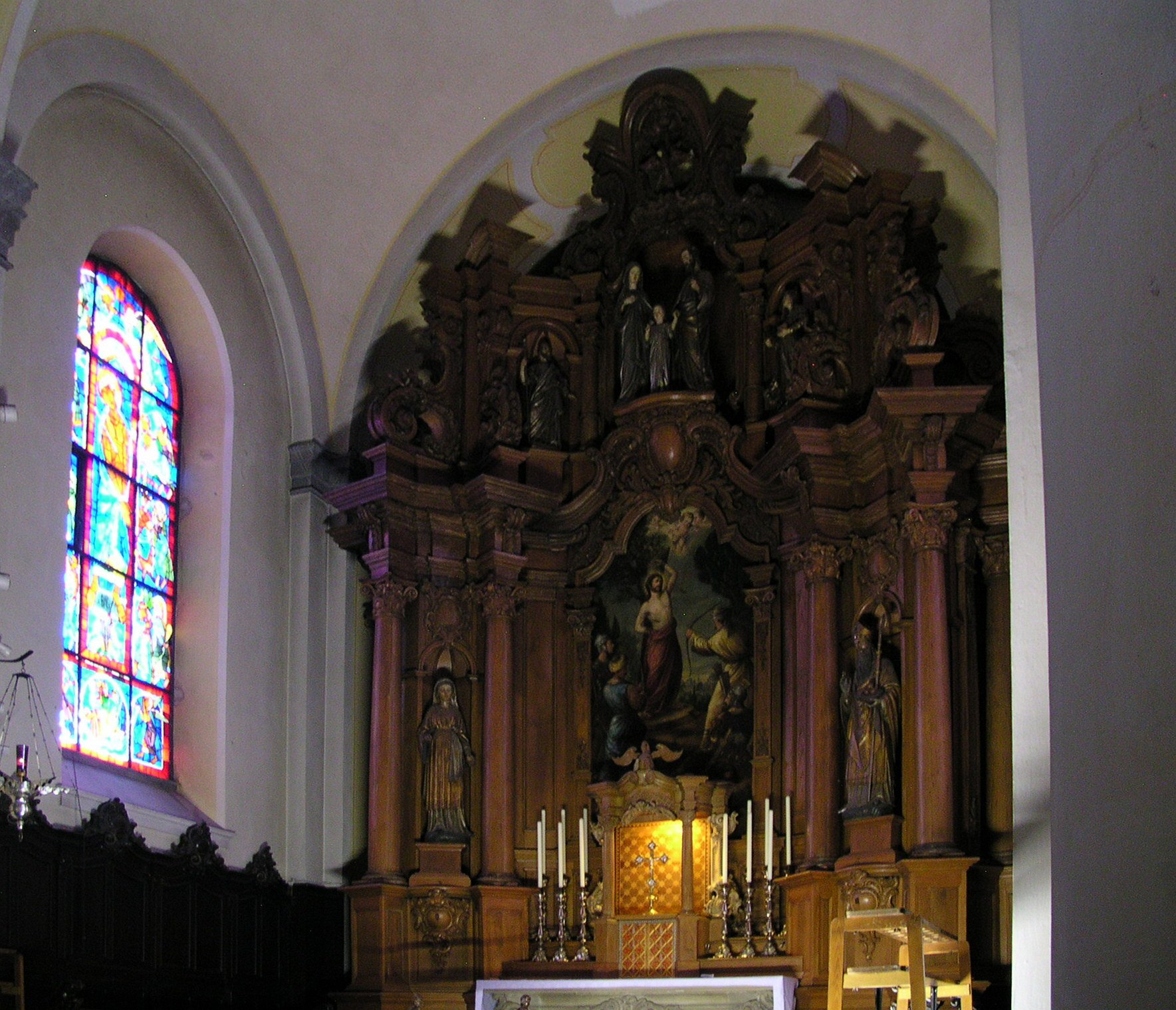
Barockisierter Hochaltar
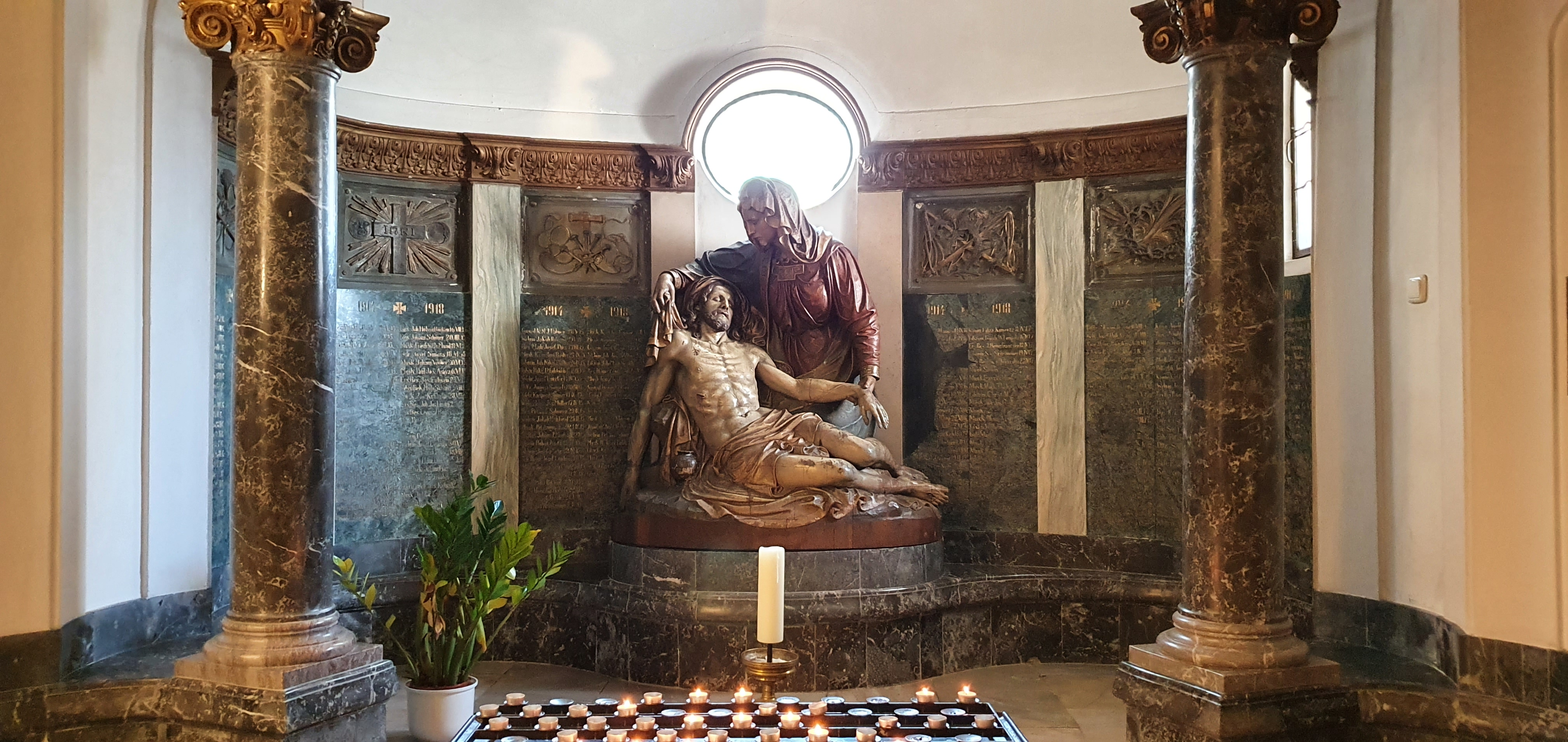
Pietà von Lambert Joseph Piedboeuf